# Фарасан (архипелаг)

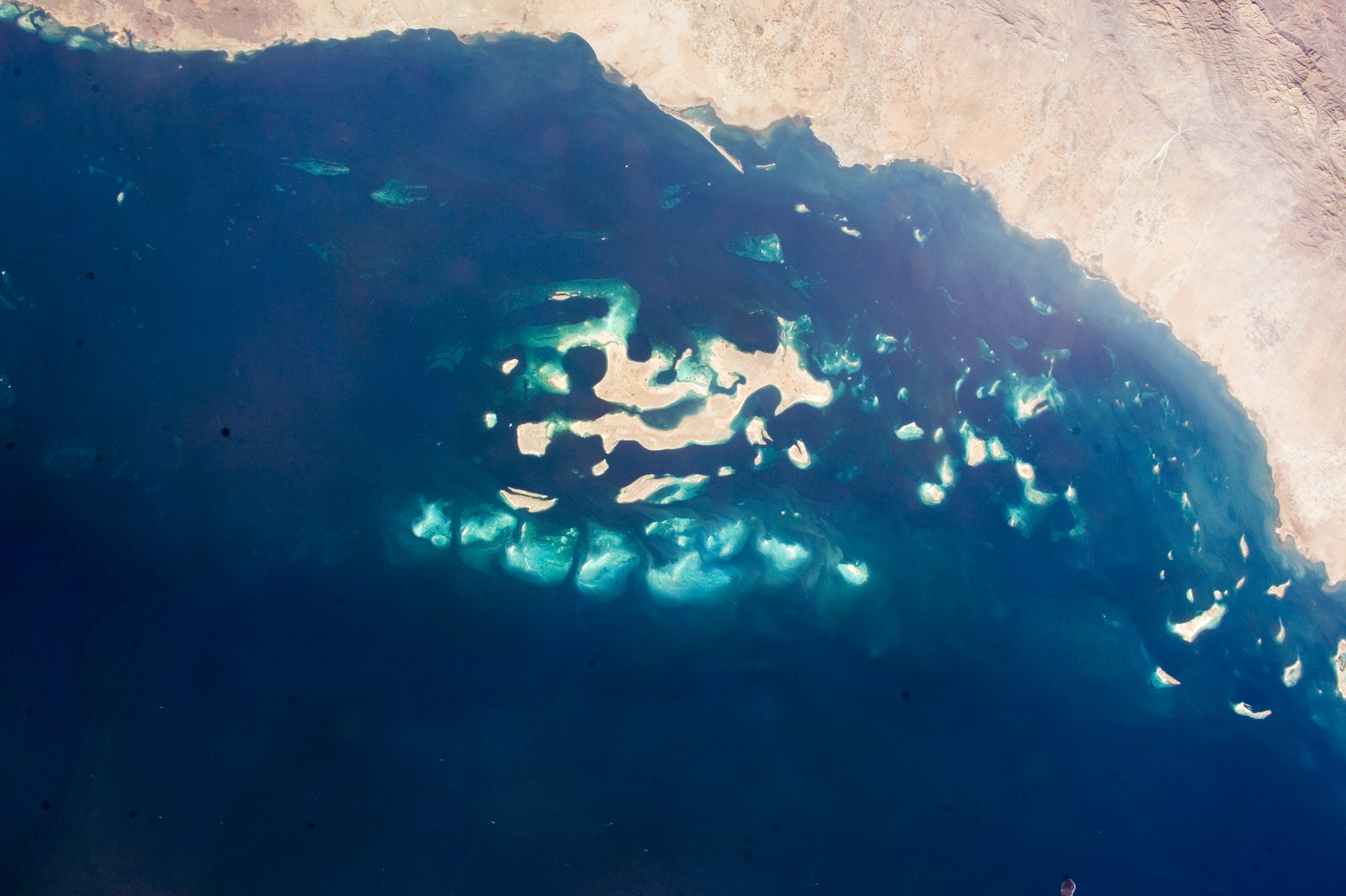

Архипелаг Фарасан (араб. جزر فرسان‎) — большая группа коралловых островов в Красном море, входит в состав Саудовской Аравии. Расположен в 40 км от города Джизан, в дальней юго-западной части страны.
Самый большой остров архипелага — Фарасан. Другие острова — Саджид, Зуфаф.
Является охраняемой территорией. На архипелаге обитала арабская газель, но существуют большие сомнения в этом. На островах зимуют перелетные птицы из Европы.

## История
В I веке нашей эры острова были известны как Порт-Ферресанус (лат. Portus Ferresanus). На острове найдена надпись на латыни, датируемая 144 годом н. э., свидетельствующий о строительстве римского гарнизона. Считается, что острова принадлежали к провинции Аравия Феликс. Если на островах действительно был гарнизон, то Фарасан был самым далеким римским форпостом, находящимся почти в 4000 км от Рима.
Регион оставался в сфере римского влияния вплоть до арабо-мусульманского завоевания островов и их последующей исламизации. Впрочем, недавние исследования показали, что в местном диалекте арабского есть некоторые заимствованные из латыни слова.

## Климат
Климат характеризуется длительным жарким сезоном (апрель – октябрь) и коротким мягким периодом (ноябрь – март). В длительный засушливый период обычно доминируют высокие температуры. Среднегодовая температура составляет 30 С. Кроме того, средняя относительная влажность воздуха зимой колеблется от 70 до 80%, а летом от 65 до 78%. Наибольшее количество осадков приходится на апрель. 

## Природа
Морской заповедник острова Фарасан является заповедной территорией. В нем обитают аравийские газели и останавливаются перелетные птицы из Европы. Из морской фауны здесь попадаются скаты-манты, китовые акулы,  несколько видов морских черепах, дюгони, несколько видов дельфинов и китов.